# Haugh (enhet)
Haugh, HU, är en måttenhet på hönsäggs kvalitet. Enheten är uppkallad efter Raymond Haugh som uppfann den år 1937. HU-metoden utnyttjar att äggvitan blir vattnigare och mera lättrinnande ju varmare det lagrats och ju äldre ägget blir, men även saker som hönans ålder, foder och vaccinationer kan påverka HU-värdet. Äldre hönor lägger ägg med vattnigare vita än äggen från yngre hönor. 
För att mäta ett äggs HU-värde ser man först till att ägget har en förbestämd temperatur. Sedan knäcks ägget ut på en platt yta och en tripodmonterad mikrometer används för att mäta hur tjock den utrunna vitan är nära gulan. Detta mätvärde skalas mot äggets vikt och ger på det viset ett tal som vanligen hamnar mellan 20 och 100. 90 och uppåt anses utmärkt, över 70 acceptabelt. Ägg under 60 HU är av märkbart dålig kvalitet.
Formeln i sin helhet lyder 
HU = 100 log10 (h – 1.7w0.37 + 7.6) 
Där
- HU = Haugh
- h = äggvitans tjocklek i millimeter
- w = äggets vikt i gram

HU är basen för den amerikanska standard med "AA"-, "A"-, och "B"-klassade ägg. I det systemet är "AA" ägg med 72 eller högre HU, "A" 60-72 HU, "B" < 60 HU (mätt vid en temperatur mellan 7 och 16°C. Standarden har även fler krav på dessa klasser.